# SIND
 Denne artikel omhandler foreningen SIND. For en artikel om det generelle mentale begreb, se Sind.
SIND – Landsforeningen for psykisk sundhed (normalt blot omtalt som SIND) er Danmarks ældste psykiatriorganisation stiftet i 1960 under navnet ”Landsforeningen Sindslidendes Vel” (senere ”Landsforeningen Sind” og det nuværende navn fra 2012).
SIND er oprindeligt stiftet af pårørende til patienter ved statshospitalet i Risskov, der var oprørte over de psykiatriske patienters vilkår.

## Om foreningen
Foreningen er i dag en landsdækkende organisation med ca. 8.000 medlemmer. Enhver kan melde sig ind, uanset personlig baggrund (psykiatribruger, pårørende, fagprofessionel eller blot almindeligt interesseret i psykiatriforhold).
SINDs formål er ”at skabe forståelse og tolerance for mennesker med sindslidelse og deres pårørende. SIND arbejder for trivsel, forebyggelse og rehabilitering”.
Foreningens grundsyn er troen på recovery, det vil sige, at psykisk lidelse er noget, som de fleste kan komme sig over helt eller delvist.
SIND mener, at psykiatrisk behandling skal bestå af lige dele medicinsk behandling, terapeutisk- og social behandling, tilpasset det enkelte menneskes behov og ønsker. Foreningens kritik af psykiatrien er blandt andet, at meget behandling bliver for meget medicin og for lidt terapeutisk og social indsats.
SINDs politiske standpunkter er i øvrigt blandt andet: Ligestilling mellem somatisk og psykisk behandling, flere ressourcer til psykiatrien, mindre tvang i psykiatrien, mod forkert brug af medicin (overmedicinering, fejlmedicinering, bivirkninger og afhængighed), bedre adgang til medicinfri behandling, mere forebyggelse af psykisk lidelse, mere patient- og pårørendeinddragelse i behandling og bedre sociale vilkår for mennesker med psykisk lidelse. Kampen mod ensomhed er også en politisk mærkesag.
SIND har en landsforening, fem regionskredse og ca. 50 lokalafdelinger. Der afholdes landsmøde hvert 3. år, hvor der vælges formand, næstformænd og hovedbestyrelse, og hvor de politiske standpunkter formuleres. Sidste landsmøde var i september 2021. Næste landsmøde er i september 2024.
Lokalafdelingerne har et omfattende frivilligt socialt arbejde med væresteder, sociale klubber, lokal rådgivning, udflugter, offentlige arrangementer og foredrag. Lokalafdelingerne er ofte også repræsenteret i kommunale handicapråd, udsatteråd og dialogfora omkring den kommunale socialpsykiatri. SIND har også daghøjskole og aftenskole i Aalborg og Odense.
På landsplan findes også SIND Rådgivning, der giver telefonrådgivning - og under dem MedicinRådgivningen, der giver specialiseret telefonrådgivning om medicin - samt et landsdækkende korps af bisiddere, som kan støtte udsatte borgere til møder med offentlig forvaltning.
- Foreningen for børn med angst og Skizofreniforeningen er tilknyttet SIND.

- Udgiver fire gange årligt SINDbladet.

- Er medlem af Danske Handicaporganisationer samt Peer-Partnerskabet, PsykiatriAlliancen og PsykiatriNetværket, og er repræsenteret i en lang række råd og udvalg vedrørende psykiatriområdet.

- Repræsenterer Danske Handicaporganisationer i Det psykiatriske patientklagenævn.
- Poul Nyrup Rasmussen og Mathilde Falch er ambassadører.
- H.M. Dronning Mary er protektor for SIND[1].

## SIND Ungdom
SIND Ungdom er oprindeligt er startet som en aktivitet i foreningen, men som i dag er en helt selvstændig organisation.
Det er en ungdomsorganisation med medlemmer mellem 16 og 35 år, som har ungefælleskaber i hele landet med forskellige tilbud til unge, som oplever psykisk sårbarhed.